# Dustin
Dustin je mužské křestní jméno, mající původ ve staroseverském jméně Þórsteinn, podobně jako Thorsten.

## Významní nositelé
- Dustin Hoffman (* 1937) – americký herec
- Dustin Moskovitz (* 1984) – americký internetový podnikatel
- Dustin Boyer – americký kytarista
- Dustin Brown (tenista) (* 1984) – německo-jamajský tenista